# Gustav Dömpke
Gustav Dömpke (* 15. Januar 1853 in Barten, Ostpreußen; † 12. November 1923 in Königsberg i. Pr.) war über Jahrzehnte der einflussreichste Musikkritiker in Ostpreußens Provinzialhauptstadt.

## Leben
Dömpke besuchte das Gymnasium in Rastenburg. Danach studierte er Geschichte und Geographie in Königsberg, während er parallel Musikstudien betrieb. In den 1870er-Jahren begann er als Musikkritiker bei der Königsberger Allgemeinen Zeitung. 1884 ging er von Ostpreußen nach Wien, wo er in den Kreis um  Eduard Hanslick aufgenommen wurde und Johannes Brahms kennenlernte. Unter dessen Einfluss wurde er zum entschiedenen Gegner der Neudeutschen Schule. In der Wiener Allgemeinen Zeitung engagierte er sich so entschieden für Brahms und die Wiener Klassik wie gegen Richard Wagner, Franz Liszt, Hans Pfitzner, Hugo Wolf, Richard Strauss und vor allem Anton Bruckner, dessen F-Dur-Streichquintett er allerdings rühmte. 1897 kehrte er nach Königsberg zurück und schrieb für die Hartungsche Zeitung. Nicht zuletzt durch Dömpke wurde Königsberg zur „Brahms-Stadt“. Dömpke verarmte in der Inflation nach dem Ersten Weltkrieg.